# Championnats du monde juniors d'athlétisme 2000
Navigation
Édition précédente Édition suivante
Les 8es Championnats du monde juniors d'athlétisme ont eu lieu du 17 au 22 octobre 2000 à Santiago du Chili (Chili).

## Résultats

### Hommes
| Épreuves          | Or                                                                                   | Argent                                                                                | Bronze                                                                                    |
| 100 m             | Mark Lewis-Francis (GBR) 10 s 12 CR                                                  | Salem Mubarak al-Yami (KSA) 10 s 38                                                   | Marc Burns (TRI) 10 s 40 PB                                                               |
| 200 m             | Paul Gorries (RSA) 20 s 64                                                           | Marcin Jedrusinski (POL) 20 s 87                                                      | Timothy Benjamin (GBR) 20 s 94                                                            |
| 400 m             | Hamdan al-Bishi (KSA) 44 s 66 CR                                                     | Brandon Simpson (JAM) 45 s 73 PB                                                      | Shinji Ishikawa (JPN) 45 s 77 NJR                                                         |
| 800 m             | Nicholas Wachira (KEN) 1 min 47 s 16                                                 | Florent Lacasse (FRA) 1 min 47 s 61                                                   | Antonio Manuel Reina (ESP) 1 min 47 s 90                                                  |
| 1 500 m           | Cornelius Chirchir (KEN) 3 min 38 s 80                                               | Wolfram Müller (GER) 3 min 39 s 37                                                    | Philemon Kibet (KEN) 3 min 40 s 77 PB                                                     |
| 5 000 m           | Gordon Mugi (KEN) 13 min 44 s 93                                                     | Kenenisa Bekele (ETH) 13 min 45 s 43                                                  | Cyrus Kataron (KEN) 13 min 46 s 12                                                        |
| 10 000 m          | Robert Kipkorir Kipchumba (KEN) 28 min 54 s 37                                       | Duncan Lebo (KEN) 28 min 58 s 39                                                      | Abraha Hadush (ETH) 29 min 44 s 65                                                        |
| 110 m haies       | Yuniel Hernández (CUB) 13 s 60 WLJ                                                   | Thomas Blaschek (GER) 13 s 80                                                         | Ladji Doucouré (FRA) 13 s 84                                                              |
| 400 m haies       | Marek Plawgo (POL) 49 s 23 WLJ                                                       | Pieter de Villiers (RSA) 50 s 52                                                      | Ockert Cilliers (RSA) 50 s 58                                                             |
| 3 000 m steeple   | Raymond Yator (KEN) 8 min 16 s 34 CR                                                 | David Chemweno (KEN) 8 min 31 s 95 PB                                                 | Abdelatif Chemlal (MAR) 8 min 43 s 57                                                     |
| 10 km marche      | Cristián Berdeja (MEX) 40 min 56 s 47 SB                                             | Yevgeniy Demkov (RUS) 40 min 56 s 53                                                  | Viktor Burayev (RUS) 40 min 56 s 57                                                       |
| 4 × 100 m         | Royaume-Uni Tyrone Edgar Dwayne Grant Timothy Benjamin Mark Lewis-Francis 39 s 05 CR | France Ronald Pognon Fabrice Calligny Ladji Doucouré Leslie Djhone 39 s 33 NJR        | Japon Takashi Mogi Kazuya Kitamura Yusuke Omae Hisashi Miyazaki 39 s 47 NJR               |
| 4 × 400 m         | Jamaïque Sekou Clarke Aldwyn Sappleton Pete Coley Brandon Simpson 3 min 6 s 06 WLJ   | Allemagne Sebastian Gatzka Christian Duma Steffen Hönig Bastian Swillims 3 min 6 s 79 | Pologne Rafal Wieruszewski Karol Terejlis Adrian Galaszewski Marek Plawgo 3 min 7 s 05 SB |
| Saut en hauteur   | Jacques Freitag (RSA) 2,24 m                                                         | Germaine Mason (JAM) 2,24 m NJR                                                       | Tomasz Smialek (POL) 2,21 m PB                                                            |
| Triple saut       | Marian Oprea (ROU) 16,41 m                                                           | Yoandri Betanzos (CUB) 16,34 m                                                        | Mohammed Hamdi Awadh (QAT) 16,29 m                                                        |
| Saut en longueur  | Cai Peng (CHN) 7,88 m                                                                | Volodymyr Zyuskov (UKR) 7,84 m PB                                                     | Yoelmis Pacheco (CUB) 7,71 m                                                              |
| Saut à la perche  | Aleksey Khanafin (RUS) 5,30 m                                                        | Oleksandr Korchmid (UKR) 5,30 m                                                       | Rocky Danners (USA) 5,20 m                                                                |
| Lancer du poids   | Rutger Smith (NED) 19,48 m CR                                                        | Ivan Yushkov (RUS) 19,06 m                                                            | Tomasz Chrzanowski (POL) 19,00 m NJR                                                      |
| Lancer du disque  | Hannes Hopley (RSA) 59,51 m NJR                                                      | Niklas Arrhenius (SWE) 59,19 m PB                                                     | Rutger Smith (NED) 58,70 m                                                                |
| Lancer du marteau | Eşref Apak (TUR) 69,97 m NJR                                                         | Dylan Armstrong (CAN) 67,50 m                                                         | Aaron Fish (AUS) 67,44 m                                                                  |
| Lancer du javelot | Gerhardus Pienaar (RSA) 78,11 m NJR                                                  | Andreas Thorkildsen (NOR) 76,34 m NJR                                                 | Park Jae-myong (KOR) 72,36 m                                                              |
| Décathlon         | Dennis Leyckes (GER) 7 897 points CR                                                 | David Gómez (ESP) 7 772 points NJR                                                    | André Niklaus (GER) 7 712 points PB                                                       |

### Femmes
| Épreuves          | Or                                                                                   | Argent                                                                                  | Bronze                                                                               |
| 100 m             | Veronica Campbell (JAM) 11 s 12 CR                                                   | Katchi Habel (GER) 11 s 39 PB                                                           | Fana Ashby (TRI) 11 s 47                                                             |
| 200 m             | Veronica Campbell (JAM) 22 s 87 CR                                                   | Sina Schielke (GER) 23 s 20                                                             | Vida Anim (GHA) 23 s 81                                                              |
| 400 m             | Jana Pittman (AUS) 52 s 45                                                           | Aneta Lemiesz (POL) 52 s 78 NJR                                                         | Norma González (COL) 53 s 30                                                         |
| 800 m             | Jebet Langat (KEN) 2 min 01 s 51                                                     | Georgie Clarke (AUS) 2 min 02 s 28                                                      | Lucia Klocová (SVK) 2 min 04 s 00 PB                                                 |
| 1 500 m           | Abebech Negussie (ETH) 4 min 19 s 93                                                 | Rose Kosgei (KEN) 4 min 20 s 16                                                         | Georgie Clarke (AUS) 4 min 20 s 21                                                   |
| 3 000 m           | Beatrice Jepchumba (KEN) 9 min 08 s 80                                               | Jane Chepkoech (KEN) 9 min 10 s 05                                                      | Etalemahu Kidane (ETH) 9 min 11 s 55 PB                                              |
| 5 000 m           | Dorcus Inzikuru (UGA) 16 min 21 s 32                                                 | Meseret Defar (ETH) 16 min 23 s 69                                                      | Sharon Cherop (KEN) 16 min 23 s 73                                                   |
| 100 m haies       | Susanna Kallur (SWE) 13 s 02 WLJ                                                     | Fanny Gérance (FRA) 13 s 21 PB                                                          | Adrianna Lamalle (FRA) 13 s 27                                                       |
| 400 m haies       | Jana Pittman (AUS) 56 s 27                                                           | Marjolein de Jong (NED) 56 s 50                                                         | Melaine Walker (JAM) 56 s 96 NJR                                                     |
| 4 × 100 m         | Allemagne Christa Kaufmann Sina Schielke Kerstin Grötzinger Katchi Habel 43 s 91 WLJ | Jamaïque Veronica Campbell Nadine Palmer Kerron Stewart Nolle Graham 44 s 05 SB         | Suède Emma Rienas Jenny Kallur Susanna Kallur Linda Fernström 44 s 78 NJR            |
| 4 × 400 m         | Royaume-Uni Kim Wall Jennifer Meadows Helen Thieme Lisa Miller 3 min 33 s 82 WLJ     | Jamaïque Sheryl Morgan Kareen Gayle Anneisha McLaughlin Melanie Walker 3 min 33 s 99 SB | Roumanie Adela Diana Marchis Liliana Barbulescu Maria Rus Alina Ripanu 3 min 34 s 49 |
| 10 km marche      | Lyudmila Yefimkina (RUS) 44 min 07 s 74                                              | Tatyana Kozlova (RUS) 44 min 24 s 43 PB                                                 | Sabine Zimmer (GER) 46 min 49 s 97 NJR                                               |
| Saut en longueur  | Concepción Montaner (ESP) 6,47 m                                                     | Zhou Yangxia (CHN) 6,45 m                                                               | Kumiko Ikeda (JPN) 6,43 m NJR                                                        |
| Triple saut       | Anastasiya Ilyina (RUS) 14,24 m                                                      | Anna Pyatykh (RUS) 14,18 m PB                                                           | Dana Veldáková (SVK) 13,92 m NJR                                                     |
| Saut en hauteur   | Blanka Vlašić (CRO) 1,91 m                                                           | Marina Kuptsova (RUS) 1,88 m                                                            | Marizca Gertenbach (RSA) 1,88 m PB                                                   |
| Saut à la perche  | Yelena Isinbayeva (RUS) 4,20 m CR                                                    | Annika Becker (GER) 4,10 m                                                              | Vanessa Boslak (FRA) Fanni Juhász (HUN) 4,10 m                                       |
| Lancer du poids   | Kathleen Kluge (GER) 17,37 m PB                                                      | Li Meiju (CHN) 16,57 m                                                                  | Natallia Kharaneka (BLR) 16,40 m                                                     |
| Lancer du disque  | Xu Shaoyang (CHN) 54,41 m                                                            | Jana Tucholke (GER) 53,97 m PB                                                          | Olga Goncharenko (BLR) 53,64 m                                                       |
| Lancer du javelot | Jarmila Klimešová (CZE) 52,82 m                                                      | Inga Kožarenoka (LAT) 54,64 m                                                           | Galina Kakhova (BLR) 54,26 m                                                         |
| Lancer du marteau | Ivana Brkljacic (CRO) 62,22 m CR                                                     | Virginia Balut (ROU) 60,23 m PB                                                         | Yunaika Crawford (CUB) 59,98 m                                                       |
| Heptathlon        | Carolina Klüft (SWE) 6 056 points WLJ                                                | Lidiya Bashlykova (RUS) 5 898 points                                                    | Sanna Saarman (FIN) 5 707 points                                                     |

## Tableau des médailles
| Rang | Nation            | Or | Argent | Bronze | Total |
| ---- | ----------------- | -- | ------ | ------ | ----- |
| 1    | Kenya             | 7  | 4      | 3      | 14    |
| 2    | Russie            | 4  | 6      | 1      | 11    |
| 3    | Afrique du Sud    | 4  | 1      | 2      | 7     |
| 4    | Allemagne         | 3  | 7      | 2      | 13    |
| 5    | Jamaïque          | 3  | 4      | 1      | 8     |
| 6    | Royaume-Uni       | 3  | 0      | 1      | 4     |
| 7    | Australie         | 2  | 1      | 2      | 5     |
| 8    | Suède             | 2  | 1      | 1      | 4     |
| 9    | Croatie           | 2  | 0      | 0      | 2     |
| 10   | Chine             | 2  | 3      | 0      | 5     |
| 11   | Pologne           | 1  | 2      | 3      | 6     |
| 12   | Éthiopie          | 1  | 2      | 2      | 5     |
| 13   | Cuba              | 1  | 1      | 2      | 4     |
| 14   | Pays-Bas          | 1  | 1      | 1      | 3     |
| 14   | Roumanie          | 1  | 1      | 1      | 3     |
| 14   | Espagne           | 1  | 1      | 1      | 3     |
| 17   | Arabie saoudite   | 1  | 1      | 0      | 2     |
| 18   | Tchéquie          | 1  | 0      | 0      | 1     |
| 18   | Mexique           | 1  | 0      | 0      | 1     |
| 18   | Turquie           | 1  | 0      | 0      | 1     |
| 18   | Ouganda           | 1  | 0      | 0      | 1     |
| 23   | France            | 0  | 3      | 3      | 6     |
| 24   | Ukraine           | 0  | 2      | 0      | 2     |
| 25   | Canada            | 0  | 1      | 0      | 1     |
| 25   | Lettonie          | 0  | 1      | 0      | 1     |
| 25   | Norvège           | 0  | 1      | 0      | 1     |
| 28   | Japon             | 0  | 0      | 3      | 3     |
| 29   | Biélorussie       | 0  | 0      | 2      | 2     |
| 29   | Slovaquie         | 0  | 0      | 2      | 2     |
| 29   | Trinité-et-Tobago | 0  | 0      | 2      | 2     |
| 32   | Colombie          | 0  | 0      | 1      | 1     |
| 32   | Finlande          | 0  | 0      | 1      | 1     |
| 32   | Ghana             | 0  | 0      | 1      | 1     |
| 32   | Hongrie           | 0  | 0      | 1      | 1     |
| 32   | Corée du Sud      | 0  | 0      | 1      | 1     |
| 32   | Maroc             | 0  | 0      | 1      | 1     |
| 32   | Qatar             | 0  | 0      | 1      | 1     |
| 32   | États-Unis        | 0  | 0      | 1      | 1     |